# Scott Goodyear
Scott Goodyear (Toronto, 20 de dezembro de 1959) é um ex-piloto automobilístico canadense que disputou provas da extinta CART (mais tarde, Champ Car) em 1987 e entre 1989 e 1996. Tornou-se conhecido ainda na fase inicial da Indy Racing League, onde competiu até 2001.
Participou de 97 etapas da CART, competindo pelas equipes Gohr Motorsports, Hemelgarn, Shierson Racing, Walker, King e Tasman, vencendo duas etapas, ambas em Michigan (1992 e 1994). Deixou a categoria após o GP de Laguna Seca de  1996.
Largando na 33ª e última posição, ele quase entrou para a história das 500 Milhas de Indianápolis de 1992, quando foi protagonista de uma das mais disputadas chegada, quando passou a apenas 0,043s de diferença do vencedor, Al Unser Jr.
Chegou ainda a disputar as 24 Horas de Le Mans de 1996, pilotando um Porsche 911 GT1 com Karl Wendlinger e Yannick Dalmas, terminando em terceiro lugar na classificação geral e em segundo na classe GT1. Em 1988, havia fracassado na tentativa de largar em Sarthe, correndo com um Porsche 956 da Brun Motorsport, ao lado de Bill Adam e Richard Spenard.
Pela IRL, Goodyear correu 39 provas pelas equipes Treadway, Panther e Cheever, vencendo três (Phoenix e Texas1) e marcando 960 pontos nas cinco temporadas que disputou. Um acidente nas 500 Milhas de Indianápolis de 2001, no qual também se envolveu a norte-americana Sarah Fisher, obrigou Scott a se aposentar aos 41 anos. Foi incluído no Hall da Fama do automobilismo canadense em 2002.
Desde sua aposentadoria, Goodyear virou comentarista na ABC e na ESPN.

## Nota
1A última vitória de Scott Goodyear, em 2001, foi na corrida 2 do Texas - a corrida 1 havia sido vencida por Scott Sharp, da equipe Kelley, e o canadense terminaria esta etapa em quinto lugar.